# 霍赫埃克山
47°59′48.5″N 15°57′06.4″E / 47.996806°N 15.951778°E

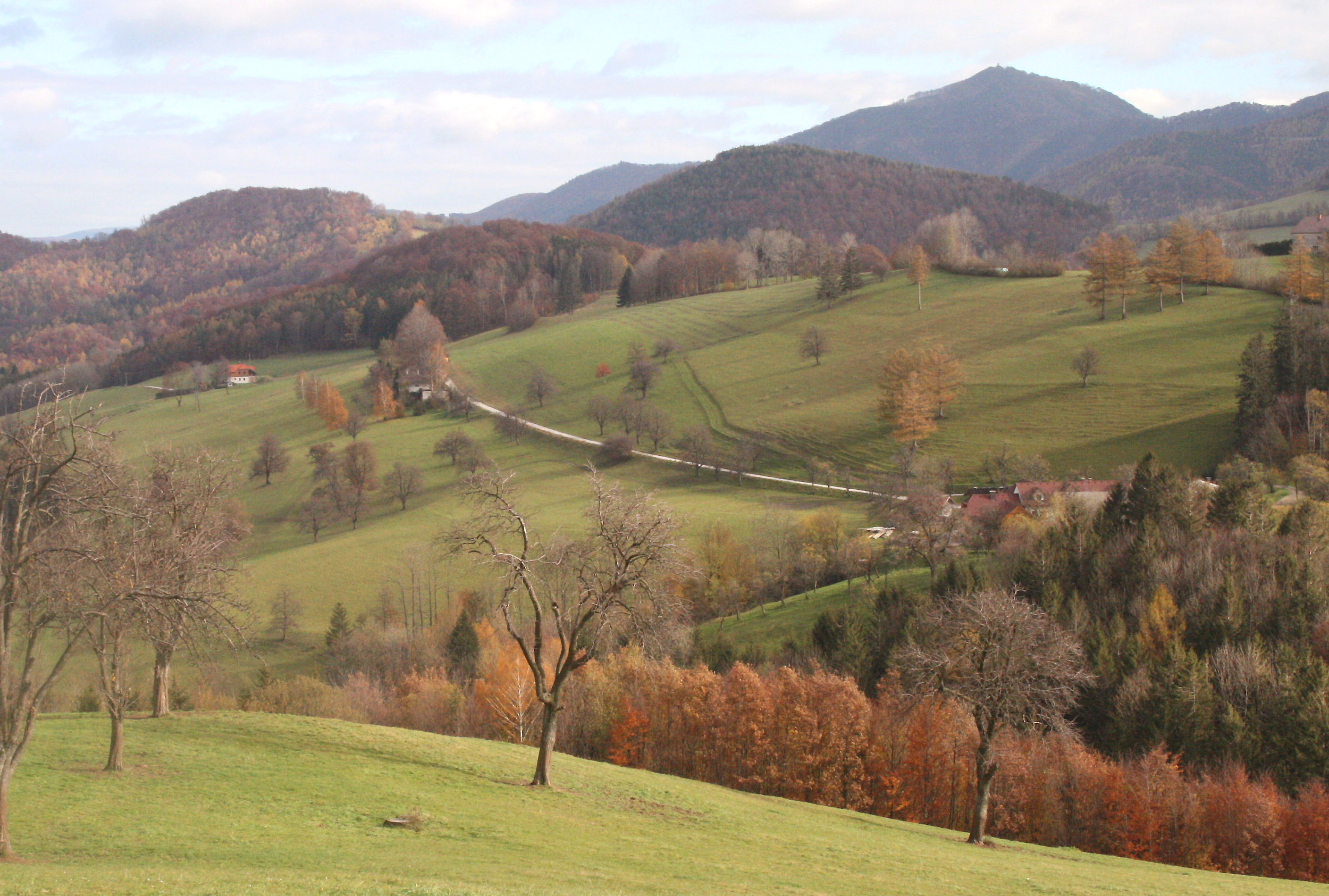

霍赫埃克山（德語：Hocheck），是奧地利下奧地利州的山峰，位於該國東北部，屬於古滕施泰因阿爾卑斯山脈的一部分，距離基恩埃克山3.4公里，海拔高度1,037米。